# Driss El-Mamoun
Driss El-Mamoun (ar. إدريس المامون; ur. w 1962) – marokański judoka. Olimpijczyk z Seulu 1988, gdzie zajął czternaste miejsce w wadze półlekkiej.
Startował w Pucharze Świata w 1991 roku.

## Letnie Igrzyska Olimpijskie 1988
| Konkurencja | Eliminacje           | Eliminacje            | Eliminacje           | Klas. końcowa |
| Konkurencja | Przeciwnik I         | Przeciwnik II         | Przeciwnik III       | Miejsce       |
| ----------- | -------------------- | --------------------- | -------------------- | ------------- |
| 65 kg       | Kamil Sabali (LBN) Z | Hussain Safar (KUW) Z | Brent Cooper (NZL) P | 14.           |